# لاتینکا، استان کرجالی
لاتینکا (به بلغاری: Latinka) روستایی در بلغارستان است که در شهرستان آردینو واقع شده‌است. لاتینکا ۱۰٫۶۵۲ کیلومتر مربع مساحت و ۲۲ نفر جمعیت دارد.